# Halopegia perrieri
Halopegia perrieri är en strimbladsväxtart som beskrevs av André Guillaumin. Halopegia perrieri ingår i släktet Halopegia och familjen strimbladsväxter. Inga underarter finns listade.